# Slaget om England
För andra betydelser, se Slaget om Storbritannien (olika betydelser).
Slaget om England (engelska: Battle of Britain) är en brittisk film från 1969 regisserad av Guy Hamilton samt producerad av Harry Saltzman och S. Benjamin Fisz. Filmen handlar om slaget om Storbritannien. Manuset skrevs av James Kennaway och Wilfred Greatorex baserat på boken The Narrow Margin av Derek Wood och Derek Dempster.
Filmen försöker detaljerat beskriva slaget om Storbritannien, som utkämpades mellan Royal Air Force och Luftwaffe under sommaren och hösten 1940 och ledde till en strategisk seger för britterna när Tyskland tvingades avbryta Operation Seelöwe, Hitlers plan för invasionen av Storbritannien. Anmärkningsvärt med filmen är dess spektakulära flygstridsscener. De var inspirerade av filmen Angels One Five från 1952 men dessa var mycket mer omfattande, vilket gjorde att kostnaderna för filmen sköt i höjden.

## Handling
Filmen inleds med att RAF-piloter tillsammans med andra brittiska och franska militärer evakueras från Frankrike. Därefter följer en scen där franska civilister ser på när tyskarna marscherar in i Frankrike.
Efter det kommer en radioutsändning från BBC samtidigt som bilder från stränderna i Dunkerque visas. Efter det följer sedan en inspektion av en stor tysk flygbas i det ockuperade Frankrike där hundratals Heinkel-plan är stationerade. Samtidigt som det sistnämnda spelas också introt.
Air Chief Marshal Sir Hugh Dowding (Laurence Olivier) inser att alla tillgängliga brittiska flygplan kommer att behövas i det stundande slaget om Storbritannien och beordrar därför att inga plan får skickas över kanalen. I det neutrala Schweiz lägger den tyske ambassadören (Curd Jürgens) fram ett förslag om fred till den brittiske ambassadören David Victor Kelly (Ralph Richardson), vilken tillbakavisar förslaget med motiveringen att man ska slåss till siste man.
Filmen avslutas med de berömda orden "Never in the field of human conflict was so much owed by so many to so few", sagt av Winston Churchill.

## Rollista
- Laurence Olivier – sir Hugh Dowding
- Trevor Howard – sir Keith Park
- Patrick Wymark – Trafford Leigh-Mallory
- Christopher Plummer – divisionschef Colin Harvey
- Michael Caine – divisionschef Canfield
- Ralph Richardson – David Victor Kelly, Storbritanniens ambassadör i Schweiz
- Robert Shaw – "Skipper", divisionschef (inspirerad av verklighetens Adolph "Sailor" Malan)
- Susannah York – Maggie Harvey, Colins fru
- Ian McShane – Flight Sergeant Andy
- Kenneth More – Group Captain Barker
- Edward Fox – Pilot Officer Archie
- Michael Redgrave – Air Vice Marshal Evill
- Curd Jürgens – Baron von Richter
- Hein Riess – fältmarskalk Herman Göring
- Wilfried von Aacken – generallöjtnant Theo Osterkamp
- Karl-Otto Alberty – generalöverste Hans Jeschonnek, Luftwaffes stabschef
- Manfred Reddeman – major Falke (inspirerad av verklighetens Adolf Galland)
- Helmut Kircher – Boehm
- Alexander Allerson – major Brandt
- Paul Neuhaus – major Föehn
- Dietrich Frauboes – fältmarskalk Erhard Milch, generalinspektör för Luftwaffe
- Malte Petzel – överste Beppo Schmidt
- Alf Jungermann – Brandt:s navigatör
- Peter Hager – fältmarskalk Albert Kesselring
- Wolf Harnisch – general Flink
- Rolf Stiefel – Adolf Hitler

### Fotnoter
1. ↑  vid tiden 1:36 "Battle of Britain - Finale" youtube.com. Sett: 27 Mars 2011.